# Sopas de rastrojo
Las sopas de rastrojo o, como son conocidas normalmente, sopas de ajo, es un plato típico de la cocina palentina a base de pan, ajo, pimentón y aceite. Se trata de un plato que por su sencillez y aprovechamiento de recursos alimenticios como el pan duro, y sobre todo por su alto aporte calórico, un plato muy popular entre los labradores de la provincia de Palencia en épocas pasadas. 

## Origen del nombre
Su característica diferenciadora es la manera de cocer las mismas, durante más de cuatro horas a la lumbre hasta que se consume el caldo, resultando de una consistencia más próxima al puré que a la sopa. Este hecho, hizo que estas sopas fueran el alimento que se llevaba al campo en las jornadas laborables ya que no se derramaban en su transporte. De ahí su nombre de sopa de rastrojo.
Este tipo de sopas se hacen tradicionalmente en cazuelas de barro con los bordes altos (de unos 25 cm.) y gruesos. Al estar tanto tiempo al fuego, la consistencia de la sopa en los bordes y fondo de la cazuela, quedaba prácticamente sólida, como si se tratara de un socarrat. Esta parte del pan que se queda dura alrededor de la cazuela de barro se le llama "tosta", de ahí que también se les conozca como sopas tostadas.

## Preparación
Inicialmente se pone a remojo el pan duro durante unos veinte minutos, cubriendo prácticamente todo el pan con agua. Aparte, en una sartén se hace el sofrito a base de ajo, aceite de oliva y pimentón. Una vez cocinado, se vierte sobre el pan remojado y se pone al fuego de la lumbre durante unas cuatro horas hasta que se consume prácticamente toda el agua, cuidando que no se quemen los bordes.

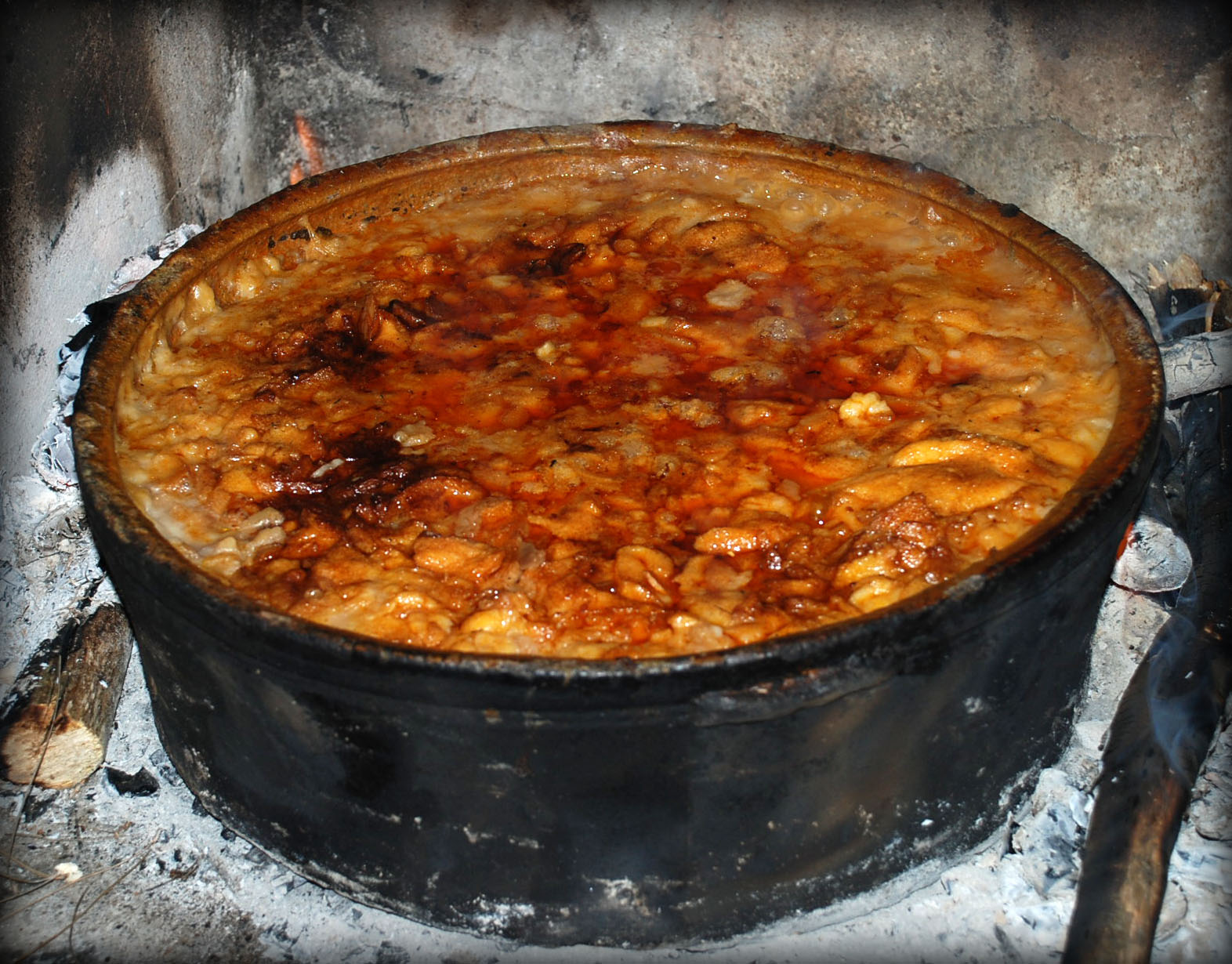
Sopas de rastrojo o sopas tostadas

- Datos: Q6132435
- Multimedia: Rastrojo soup / Q6132435